# Otto Przywara-Kutz
Otto Przywara-Kutz (* 20. September 1914 in Świętochłowice; † 24. November 2000 in Rostock) war ein deutscher Schwimmer und Olympiateilnehmer. Er startete für den SV Hindenburg.
Przywara-Kutz gewann 1935 die deutsche Meisterschaft über 1500 m Freistil.
Im Jahr darauf nahm er an den Olympischen Spielen in Berlin teil und erreichte über 400 und 1500 m Freistil jeweils das Halbfinale. Seine Zeiten: 5:14,9 bzw. 20:55,0 min Für eine Finalteilnahme hätte er deutlich unter 5 Minuten bzw. unter 20:10 Minuten schwimmen müssen.
Otto Przywara-Kutz war noch in vorgerücktem Alter als Trainer tätig. Er trainierte u. a. Frank Wiegand, Egon Henninger, Klaus Katzur und Erik Steinhagen. Mit Kutz als Trainer traten seine Sportler bei den olympischen Spielen in Rom 1960, Tokyo 1964 und Mexiko 1968 an und errangen Gold-, Silber und Bronzemedaillen. Otto Kutz war damit in den 60er Jahren einer der international erfolgreichsten Trainer der DDR im Schwimmsport.